# Trypeticus uhligi
Trypeticus uhligi är en skalbaggsart som beskrevs av Kanaar 2003. Trypeticus uhligi ingår i släktet Trypeticus och familjen stumpbaggar. Inga underarter finns listade i Catalogue of Life.